# Manuel Gómez Pereira
Manuel Gómez Pereira (Madrid, 8 de desembre de 1958) és un director de cinema i guionista espanyol.

## Biografia
Va començar els seus estudis d'Arquitectura, però els va abandonar temps després per a iniciar la carrera de Facultat de Ciències de la Informació en la Universitat Complutense de Madrid. És nebot del director de cinema Luis Sanz.
Des de 1973 va estar col·laborant en llargmetratges de directors com José Luis García Sánchez, Fernando Colomo o Antonio Mercero.
En 1979 va dirigir la pel·lícula Nos va la marcha juntament amb Manu Berástegui i Raimundo García.
En 1991 va dirigir la seva primera pel·lícula en solitari, Salsa rosa, fent de guionista al costat de Joaquín Oristrell, Yolanda García Serrano i Juan Luis Iborra.

## Filmografia

### Cinema
| Any  | Pel·lícula                                         |
| ---- | -------------------------------------------------- |
| 2015 | Todos los hombres sois iguales                     |
| 2014 | La ignorancia de la sangre                         |
| 2009 | El juego del ahorcado                              |
| 2005 | Reinas                                             |
| 2004 | Cosas que hacen que la vida valga la pena          |
| 2004 | ¡Hay motivo!                                       |
| 2001 | Desafinado                                         |
| 1999 | Entre las piernas                                  |
| 1996 | El amor perjudica seriamente la salud              |
| 1995 | Boca a boca                                        |
| 1994 | Todos los hombres sois iguales                     |
| 1993 | ¿Por qué lo llaman amor cuando quieren decir sexo? |
| 1992 | Salsa rosa                                         |
| 1979 | Nos va la marcha                                   |

### Televisió
| Any/s          | Série                          | Anotacions  | Com a              |
| -------------- | ------------------------------ | ----------- | ------------------ |
| 2017 – present | Tiempos de guerra              | 6 episodis  | Director           |
| 2015           | Velvet                         | 2 episodis  | Director           |
| 2011 - 2013    | Gran Reserva                   | 9 episodis  | Director           |
| 2013           | Gran Hotel                     | 2 episodis  | Director           |
| 2011           | Cheers                         | 5 episodis  | Director           |
| 1996 - 1997    | Todos los hombres sois iguales | 20 episodis | Guionista          |
| 1995           | Mar de dudas                   | 1 episodi   | Director           |
| 1984           | Teresa de Jesús                | 8 episodis  | Director 2a Unitat |

## Premis i nominacions
Premis Goya
| Any  | Categoria              | Pel·lícula                     | Resultat  |
| ---- | ---------------------- | ------------------------------ | --------- |
| 1992 | Millor direcció novell | Salsa rosa                     | Nominat   |
| 1994 | Millor guió original   | Todos los hombres sois iguales | Guanyador |
| 1995 | Millor director        | Boca a boca                    | Nominat   |
| 1995 | Millor guió original   | Boca a boca                    | Nominat   |
| 2004 | Millor documental      | ¡Hay motivo!                   | Nominat   |

Medalles del Cercle d'Escriptors Cinematogràfics
| Any  | Categoria            | Pel·lícula                     | Resultat  |
| ---- | -------------------- | ------------------------------ | --------- |
| 1994 | Millor guió original | Todos los hombres sois iguales | Guanyador |

Premis Godoy
| Any  | Categoria                               | Pel·lícula   | Resultat  |
| ---- | --------------------------------------- | ------------ | --------- |
| 2001 | Premi Godoy a la pitjor pel·lícula      | Desafinado   | Guanyador |
| 2004 | Premi Francisco de Paula al millor guió | ¡Hay motivo! | Nominat   |